# Ensom Ulv og Hvalp
Ensom Ulv og Hvalp (子連れ狼 Kozure Ōkami)(eng.: Lone Wolf and Cub) er en manga skrevet af Kazuo Koike og tegnet af Goseki Kojima. Tegneserien, der startede i 1970 i Japan, endte med at være den måske længste tegneserie tegnet og skrevet af et enkelt skaberhold. I alt er den næsten 9000 sider lang. Den slår dermed den canadiske Cerebus med flere tusind sider. Både på dansk og engelsk forsøgte man at udgive serien i slutningen af 1980'erne uden at komme særligt langt. Først med Dark Horse Comics amerikanske udgivelse i 28 bind af ca. 300 sider udgivet 2000-2002 forelå serien komplet på ikke-japansk.
Ensom ulv og hvalp er en krønike om samuraien Ogami Ittō, shogunens bøddel, der falder i unåde ved hoffet efter falske beskyldninger fra Yagyū-klanen. Sammen med hans tre-årige søn, Daigoro, går han under jorden og arbejder som snigmorder under navnet som "Ensom ulv og hvalp", mens han søger hævn over de, der bragte ham til fald ved hoffet.
I Japan er serien flere gange filmatiseret som film og tv-serie.